# Phare de Capo Rizzuto
Le phare de Capo Rizzuto (en italien : Faro di Capo Rizzuto) est un phare actif situé sur un promontoire du même nom et faisant partie du territoire de la commune de Isola di Capo Rizzuto (Province de Crotone), dans la région de Calabre en Italie. Il est géré par la Marina Militare.

## Histoire
Le cap Rizzuto est un promontoire situé à 25 km au sud-ouest du phare du cap Colonna.
Le phare, mis en service en 1906, est entièrement automatisé et alimenté par le réseau électrique. Il possède un Système d'identification automatique pour la navigation maritime (AIS).

## Description
Le phare  est une tour octogonale en maçonnerie de 17 m de haut, avec galerie et lanterne, attachée une maison de gardien de deux étages. La tour est peinte en blanc et le dôme de la lanterne est gris métallique. Il émet, à une hauteur focale de 37 m, deux longs éclats blancs et rouges, selon direction, de 2 secondes par période de 10 secondes. Sa portée est de 17 milles nautiques (environ 32 km) pour le feu blanc et 13 milles nautiques (environ 22 km) pour le feu rouge.
Identifiant : ARLHS : ITA-033 ; EF-3396 - Amirauté : E2112 - NGA : 10596 .

## Caractéristiques dufeu maritime
Fréquence : 10 secondes (W-R)
- Lumière : 2 secondes
- Obscurité : 1 seconde
- Lumière : 2 secondes
- Obscurité : 5 secondes

|          |
| Le phare |

### Lien connexe
- Liste des phares de l'Italie